# German U17 International
Die German U17 International sind im Badminton nach den German U17 Open die hochrangigsten offenen internationalen Meisterschaften von Deutschland für Jugendliche der Altersklasse U17. Das Turnier wurde erstmals 2018 ausgetragen. 2019 wurde mit den German U17 Open eine weitere deutsche internationale U17-Meisterschaft ins Leben gerufen.

## Austragungsorte
- 2018: Refrath
- seit 2019: Mülheim an der Ruhr

## Die Sieger
| Saison | Herreneinzel                     | Dameneinzel                      | Herrendoppel                      | Damendoppel                          | Mixed                                       |
| ------ | -------------------------------- | -------------------------------- | --------------------------------- | ------------------------------------ | ------------------------------------------- |
| 2018   | Leo van Gysel                    | Thuc Phuong Nguyen               | Alex Green Tom Söderström         | Leona Michalski Thuc Phuong Nguyen   | Aaron Sonnenschein Leona Michalski          |
| 2019   | Mikkel Langemark                 | Diede Odijk                      | Mikkel Langemark Jeppe Søby       | Amanda Abildgaard Kathrine Vang      | Hjalte Johansen Kathrine Vang               |
| 2020   | nicht ausgetragen                | nicht ausgetragen                | nicht ausgetragen                 | nicht ausgetragen                    | nicht ausgetragen                           |
| 2021   | Prajwal Sonawane                 | Neysa Cariappa                   | Hannes Blühdorn Kjell Wagener     | Adele Fillonneau Eulalie Serre       | Ewan Goulin Agathe Cuevas                   |
| 2022   | Ewan Goulin                      | Azkya Aliefa Ruhanda             | Danial Iman Marzuan Luis Pongratz | Oleksandra Botsman Daria Koshechkina | Ewan Goulin Agathe Cuevas                   |
| 2023   | I Made Sutha Adi Wiguna          | Oei Louisa Jovanka Sandi Winarto | Arden Quan Lee Stanley Xing       | Rubie Liu Xiaoyue Liu                | I Made Sutha Adi Wiguna Luna Rianty Saffana |
| 2024   | Jevian Vinara Phaskalis J. Ayomi | Nayla Shofi Wibowo               | George Clare Jaxon Clarke         | Tin Wing Wan Sofie Chong             | James Song Sofie Chong                      |